# Булган (Дорнод)
Булган (монг. Булган) — сомон аймака Дорнод в восточной части Монголии, площадь которого составляет 7 111 км². Численность населения по данным 2010 года составила 1 749 человек.
Центр сомона — посёлок Ундер, население которого составляет 900 человек (2010). В составе сомона есть ещё два бага — Хулсан (население на 2010 год — 334 человека) и Баян-Уул (515 человек).